# Land zonder sterren
Land zonder sterren is het vierde stripalbum uit de Ravian-reeks. Het album is getekend door Jean-Claude Mézières met scenario van Pierre Christin.

## De verhalen
Ergens aan de rand van de Melkweg bestaat een klein planetenstelsel Ukbar. Ravian en Laureline hebben enige honderden aardbewoners begeleid, die daar kolonies gesticht hebben. Dan duikt plotseling uit het niets een geheimzinnige planeet op. Een botsing van werelden lijkt onontkoombaar. Als Ravian en Laureline een onderzoek instellen naar de planeet, blijkt deze hol van binnen met in het binnenste twee machtige steden die elkaar in een voortdurende oorlog bevechten.